# Кобилочка річкова
Коби́лочка річкова́ (Locustella fluviatilis) — горобцеподібний птах родини кобилочкових. Один із 3-х видів роду в орнітофауні України, статус — гніздовий, перелітний. Невеликий (завбільшки з горобця), веде потайний спосіб життя.

## Опис

### Морфологічні ознаки

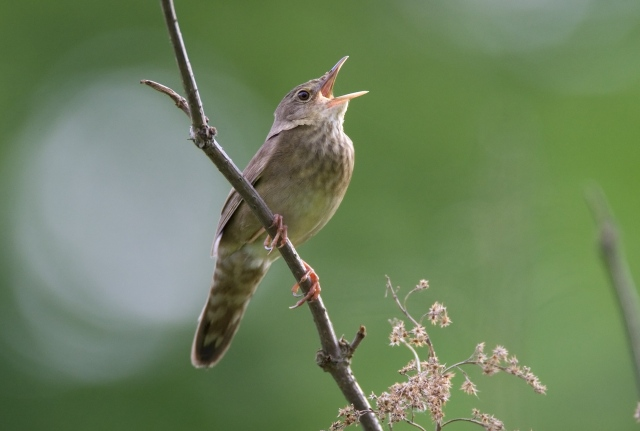

Маса тіла 17-18 г, довжина тіла близько 13 см. Оперення верху буре; вузькі «брови» і весь низ білуваті; воло з вохристим відтінком і бурими нечіткими рисками; боки тулуба вохристо-бурі; видовжені пера бурого підхвістя з білуватою верхівкою; махові пера бурі; хвіст бурий, східчастий; дзьоб темно-бурий; ноги жовтувато-бурі.
Від кобилочки-цвіркуна відрізняється однотонно забарвленою спиною, а від солов'їної кобилочки — до певної міри, наявністю нечіткої строкатості на волі й грудях, але найдостовірніше — лише піснею.

### Звуки
Пісня — монотонне сюрчання, подібне до комахи — цвіркуна, яке з короткими паузами триває кілька десятків секунд. Співає протягом доби, проте найчастіше її можна почути у вечірні години та рано вранці. Співає, сидячи майже вертикально на верхівці куща.

## Поширення
Ареал охоплює Центральну і Східну Європу, Західний Сибір. Західна межа ареалу протягається від гирла Одеру до верхів'я Рейну та протоки Дарданелли. На схід до долини Тоболу (ймовірно, до нижнього Іртишу) і долини Середнього Уралу. Північна межа ареалу простягається від Онезької затоки до гирла Тоболу. На південь до північної Югославії (долина Сави), північного узбережжя Мармурового і північно-західного і північного узбережжя Чорного морів, гирла Дону, в долині Волги до 48-ї паралелі, в долині Уралу до 50-ї паралелі, до пониззя Ілеку, звідки південна межа ареалу простягається до гирла Тоболу.
Зимує в південній Африці.
В Україні гніздиться майже на всій території, крім Карпат, Криму, південних та південно-східних районів Степу; мігрує скрізь.

## Чисельність
Чисельність в Європі оцінена в 1,9—4,6 млн пар, в Україні — 45—60 тис. пар. В Європі існує 80 % світової популяції цього виду, яка за дуже приблизними оцінками нараховує 5,8-13,4 дорослих особин. Чисельність скорочується.

## Місця існування
У виборі біотопів доволі пластичний. Охоче населяє як лісові, так і відкриті місця існування. Тяжіє до узлісся зволожених лісів з густим підліском, заболочених лісових просік, галявин, чагарникової парості на берегах річок, струмків, ставків та стариць, вологих або суходільних луків із чагарниками верболозів, осокових боліт із деревами та чагарниками.

## Гніздування

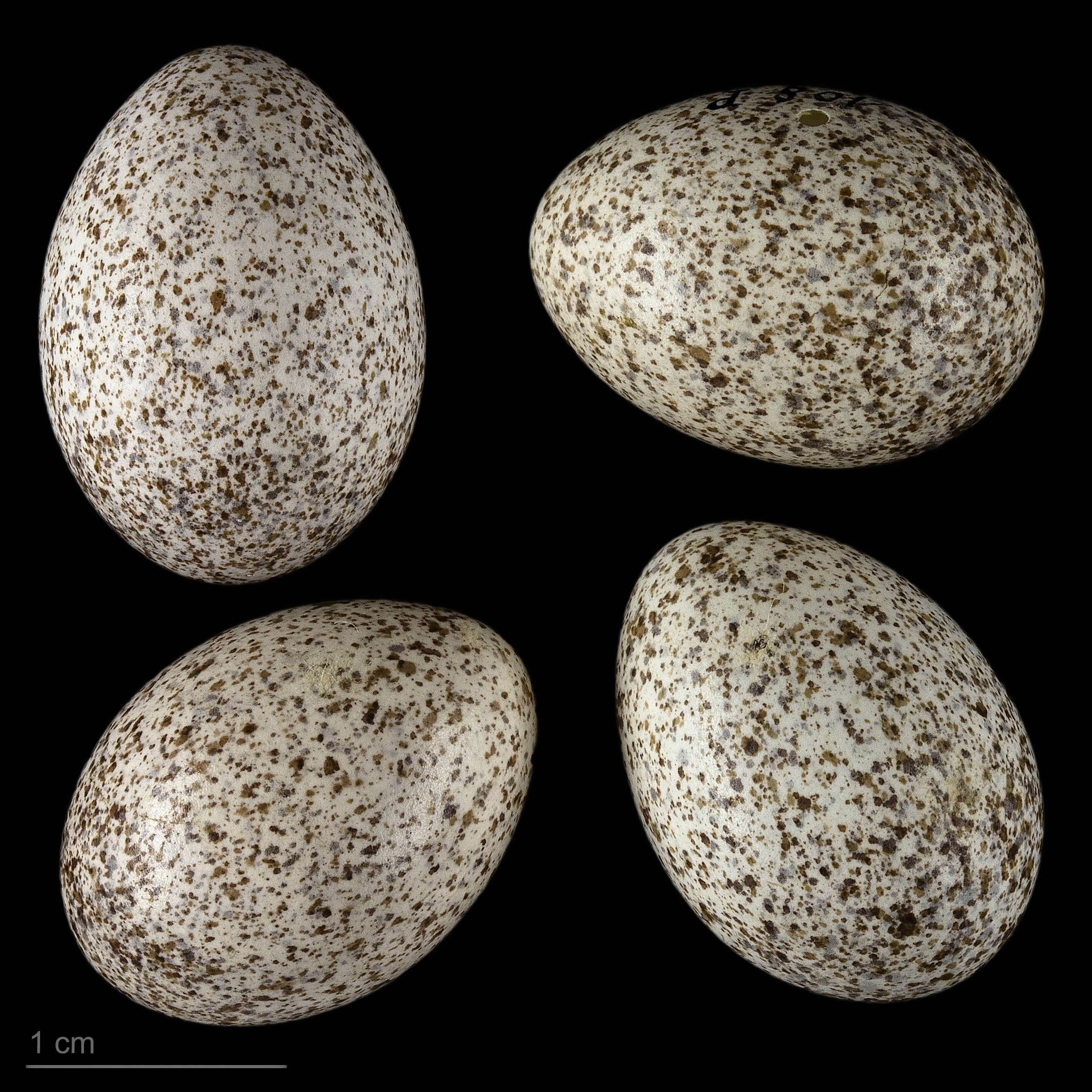
Яйце Locustella fluviatilis, Тулузький музей

Гніздиться окремими парами. Гніздо зазвичай облаштовує на землі, біля основи чагарників або поряд з ними, серед густого різнотрав'я, на березі стоячих водойм або у вологих ділянках лісу, нерідко на рясно порослою травою купині. Будівельним матеріалом для гнізда кобилочці річковій слугують сухі стебла і торішнє листя трав. При спорудженні гнізда птах їх не сплітає, а лише нагинає і приминає. Лоток вистилає тонкими стеблинками, іноді мохом і волосом тварин.
Повна кладка містить 4-5, зрідка 6 яєць. Їхній середній розмір в Європі становить 20,49×15,04 мм. Шкаралупа матова, тьмяно-біла з розкиданими, зазвичай досить численними, тьмяними коричневими або сірувато-коричневими, в окремих випадках також червоно-коричневими цятками і глибокими сірими плямами. Відкладання яєць починається з кінця травня на півдні ареалу та у червні — на півночі. Повні свіжі кладки трапляються аж до початку червня, що свідчить про можливість повторного гніздування. Протягом року один виводок. Насиджування триває 12-14 (частіше 13) діб. У ньому беруть участь обидва партнери. Виводковий період складає від 11 до 14 днів. У вигодовуванні пташенят беруть участь обидва батьків.

## Живлення
Живиться імаго і личинками дрібних і середніх за величиною комах, павукоподібних та іншими дрібними тваринами. Пошуки поживи птах здійснює як на землі, так і в траві та кущах.

## Загрози
Небезпеку для виду становлять забудова берегів річок, знищення та забруднення водно-болотних угідь, вирубка заплавних лісів та застосування пестицидів.